# Sulconazol
Fármaco antifúngico derivado del imidazol diseñado para su uso tópico. Suele utilizarse en forma de nitrato.

## Farmacocinética
Su absorción a través de la piel es insignificante. Estudios in vitro no han demostrado alteraciones del feto en ratas embarazadas ni capacidad mutagénica, no existiendo estudios adecuados en humanos.

## Mecanismo de acción.
- El sulconazol, al igual que otros derivados del imidazol, interactúa con los sistemas enzimáticos dependientes del citocromo P450, lo que  interfiere el metabolismo del lanosterol (dificulta la 14-desmetilación) llevando a una disminución del ergosterol y, de forma secundaria, a un acúmulo de esteroles anómalos (esteroles 14-alfa-metilados).[2] Al ser mucho más importante el ergosterol para la pared de los hongos que para la de las células humanas, y debido a la mayor afinidad de los primeros por los azoles, se explica la acción selectiva.[3] La falta de ergosterol altera la permeabilidad de las membranas de los hongos, lo que lleva a una desestructuración de las orgánulos intracelulares y de la capacidad de división. Secundariamente, el acúmulo de esteroles anómalos contribuye a la fragilidad y muerte celular.

## Indicaciones
Trichophyton rubrum, Trichophyton mentagrophytes, Epidermophyton floccosum y Microsporum canis. In vitro ha demostrado actividad frente al organismo responsable de la Pitiriasis versicolor, Malassezia furfur.

## Interacciones.
Debido a la escasa absorción a través de la piel, no hay descritas interacciones con otros fármacos.

## Reacciones adversas
Para la valoración de las reacciones adversas (RAM) se tendrán en cuenta los criterios de la CIOSM.
Las reacciones que presenta de forma frecuente (<1/10 y  ≥  1/100) son eritema, prurito y dermatitis irritativa en el lugar de la aplicación.